# Annette Bjergfeldt
 Der er for få eller ingen kildehenvisninger i denne artikel, hvilket er et problem. Du kan hjælpe ved at angive troværdige kilder til de påstande, som fremføres i artiklen.

Annette Bjergfeldt er en dansk forfatter, sanger og sangskriver, der bl.a. er kendt for at have skrevet Højsangen fra Palermovej (2020)

## Karriere

### Musik
Modtager af DR's P4-prisen ved Danish Music Awards Folk og DJBFAs Hæderspris. Nomineret til 2 Grammys og 13 Danish Music Awards for sine album Red Letter Days (med bandet Harvest Moon) 1995, All That We Are, 2001, Songs For Modern Mammals 2003, The Kissing Post, 2004, Man Må godt Ta´ To Gange, 2008 og Et Helt Nyt År, 2013.
Songs For Modern Mammals blev nomineret til "Årets danske folk-album" ved Danish Music Awards Folk i 2004. Bjergfeldt modtog selv fire nomineringer ved samme prisuddeling.
Annette Bjergfeldt har turneret i 4 år over hele USA på festivaler, klubber og radiostationer. Hun var af de første sangskrivere herhjemme, der valgte at udgive på eget pladeselskab.[kilde mangler] Sangerinden skriver sange til film, såsom den Robert-belønnede film Bagland (2003) og til det internationale a capellakor Vocal Line.[kilde mangler]
Annette Bjergfeldt har desuden været med sangskriver til internationale artister, bl.a. til det amerikanske guitarikon Jerry Douglas (fra Alison Krauss), Eddi Reader (fra Fairground Attraction) og Teiturs "Josephine".

### Forfatter
I 2002 udgav Bjergfeldt sin debutroman Højsangen fra Palermovej, som siden er solgt til oversættelse på 18 sprog. Hun har også skrevet Kogebog For Sangskrivere - Grovhakket Inspiration (Wilhelm Hansen 2005) og en serie på tre børnebøger om den sangvinske pige "Børste" (Alvilda 2010, 2011 & 2013).
Bjergfeldt har været indstillet til Bogforums Debutantpris 2020, Marta Prisen 2021 og Mofibos Romanpris 2020 for sin debutroman Højsangen Fra Palermovej.

### Sangskrivercoach
Annette Bjergfeldt har de sidste 15 årSkabelon:Hvnornår undervist alle slags sangskrivere over hele landet, deriblandt elever fra Det Rytmiske Konservatorium, DR's KarriereKanonen, MGK, sangskrivere i Grønland og Sverige, salmer med konfirmander og for Fangekoret i Vridsløselille. Hun er ambassadør for KODA (sangskriver-coach på landets skoler).
Bjergfeldt underviser også privat i at skrive tekster og sange.

## Hæder
DMA Roots
Hed tidligere Danish Music Wards Folk
| År   | Modtager/nomineret arbejde                      | Pris                               | Resultat  |
| ---- | ----------------------------------------------- | ---------------------------------- | --------- |
| 2005 | Songs For Modern Mammals                        | Årets danske folk-album            | Nomineret |
| 2005 | Annette Bjergfeldt                              | Årets danske folk-vokalist         | Nomineret |
| 2005 | Annette Bjergfeldt                              | Årets danske folk-artist (nutidig) | Nomineret |
| 2005 | Annette Bjergfeldt for Songs For Modern Mammals | Årets danske folk-sangskriver      | Nomineret |
| 2005 | Annette Bjergfeldt for Songs For Modern Mammals | Årets danske folk-komponist        | Nomineret |
| 2005 | Annette Bjergfeldt                              | P4-prisen                          | Vundet    |

Andre priser
- 2020 Bogforums Debutantpris for Højsangen Fra Palermovej
- 2020 Mofibo Romanpris for Højsangen Fra Palermovej
- 2021 Martha-prisen for Højsangen Fra Palermovej

## Diskografi
- All That We Are (2001)
- Songs For Modern Mammals (2003)
- The Kissing Post (2004)
- Man Må godt Ta´ To Gange (2008)
- Et Helt Nyt År (2013)